# Saint-Augustin-de-Desmaures
Saint-Augustin-de-Desmaures è una città nel centro del Québec, Canada, sul fiume San Lorenzo, adiacente a Quebec City.
La città è stata fondata nel 1691 da tre famiglie (Desroches, Racette, Couture). È stata fusa con Quebec City il 1º gennaio 2002, come parte della riorganizzazione comunale 2000-2006 in Québec e divenne parte del borgo di Laurentien di quella città. Tuttavia, dopo un referendum del 2004 è stata ristabilita come una città separata il 1º gennaio 2006.
L'ufficio postale locale è stato precedentemente chiamato Saint-Augustin-de-Portneuf dal 1852, poi Saint-Augustin-de-Québec dal 1918 fino a quando questo è stato rinominato con il nome attuale della comunità nel 1986.